# شاه‌چراغ (خمینی‌شهر)
شاه‌چراغ یک روستا در ایران است که در بخش مرکزی شهرستان خمینی‌شهر در استان اصفهان واقع شده‌است.

## جمعیت
این روستا در دهستان ماربین وسطی قرار دارد و براساس سرشماری مرکز آمار ایران در سال ۱۳۸۵، جمعیت آن ۳۰ نفر (۱۰ خانوار) بوده‌است.